# Clarence House

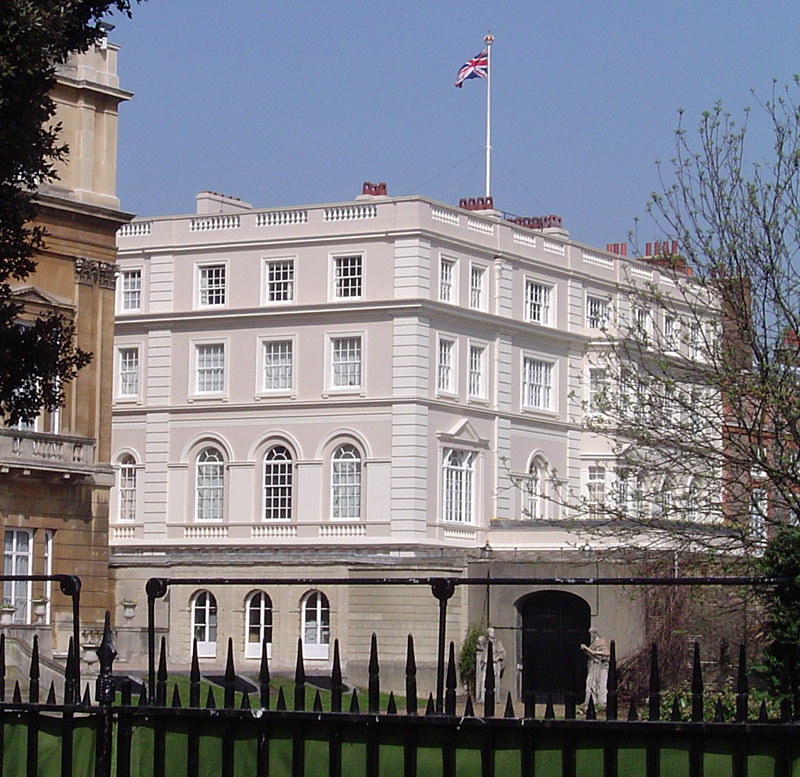
Clarence House, London

Clarence House in London ist seit 2022 der Wohnsitz des britischen Königs Charles III., das er bereits 2003 als Prince of Wales bezogen hatte. Offizielle Residenz und Arbeitsort des Monarchen sowie Sitz der Hofämter ist jedoch Buckingham Palace. Das 1825 im späten Georgianischen oder Regency-Stil errichtete Gebäude ist Teil des königlichen St James’s Palace.
Der Begriff Clarence House stand zu der Zeit, als Charles Prince of Wales war, metonymisch für das persönliche Büro bzw. den Pressesprecher des Thronfolgers. Das Gebäude liegt in der City of Westminster im Westen Londons an der Prachtstraße The Mall unweit vom Buckingham Palace.

## Geschichte
1825 bis 1828 wurde Clarence House von John Nash für Wilhelm, Duke of Clarence, den späteren König Wilhelm IV., in den Garten des unmittelbar angrenzenden St. James’s Palace gebaut. Wilhelm hatte zuvor eine Wohnung in diesem Palast bewohnt, einem antiquierten Tudor-Gebäude, das ihm aber zu eng und düster war. Das Clarence House hat vier Stockwerke und ist mit weißem Stuck verkleidet.
Nach Wilhelm IV. bewohnte das Haus seine Schwester Prinzessin Augusta Sophia und nach ihrem Tod 1840 Königin Victorias Mutter, Prinzessin Victoria von Sachsen-Coburg-Saalfeld.
Alfred von Sachsen-Coburg-Gotha, Sohn von Queen Victoria, nutzte das Gebäude von 1866 bis 1900. Sein jüngerer Bruder Arthur, 1. Duke of Connaught and Strathearn nutzte es im Anschluss. Während seiner Amtszeit, für kurze Zeit in den 1930er Jahren, war es der Standort der Bibliothek der SOAS University of London. 1939 wurden dann alle Universitäten in London evakuiert und die SOAS nach Cambridge verlegt. Während des Zweiten Weltkriegs erlitt Clarence House während des Blitzes (1940–1941) Schäden durch deutsche Bombenangriffe. Nach dem Tod des Herzogs von Connaught im Jahr 1942 wurde es während des restlichen Zweiten Weltkriegs vom Roten Kreuz und der St. John Ambulance Brigade als Hauptquartier genutzt.
Nach ihrer Heirat im Jahr 1947 wurde es die Residenz von Prinzessin Elizabeth und ihrem Ehemann, Prinz Philip, Duke of Edinburgh. Ihre Tochter, Prinzessin Anne, wurde dort im August 1950 geboren. 1953, nach dem Tod ihres Vaters, König George VI. (gest. am 6. Februar 1952), bestieg Prinzessin Elizabeth den Thron als Königin Elizabeth II. und zog in den Buckingham Palace.
Ihre Mutter, Königin Elizabeth, die Königinmutter, und ihre Schwester Prinzessin Margaret zogen in das Clarence House. Ebenfalls zu Beginn ihrer Witwenschaft erwarb die Königinmutter, eine gebürtige Schottin, das Castle of Mey in Schottland als private Sommerresidenz; ferner nutzte sie die Royal Lodge in Windsor Great Park als Landhaus und erhielt auf dem Gelände von Balmoral Castle in Schottland das Nebengut Birkhall zur Verfügung gestellt. Prinzessin Margaret zog später, nach ihrer Heirat im Jahr 1960, in eine Wohnung im Kensington Palace, während die Königinmutter bis zu ihrem Tod im März 2002 im Clarence House wohnen blieb. Danach wurde Clarence House 2002/2003 für etwa 10 Mio. Euro renoviert und vom damaligen Prinzen von Wales, dem späteren König Charles III., als Londoner Wohnsitz bezogen. Zuvor hatte er das Hauptappartement des St James’s Palace bewohnt.
Die Söhne des damaligen Thronfolgers hatten als Jugendliche ihre Wohnung ebenfalls in dem Gebäude, William, Prince of Wales von 2003 bis 2011 und Harry, Duke of Sussex, von 2003 bis 2012. Die Prinzen verlegten ihre Wohnsitze und Büros sodann in den Kensington Palace.
Derzeit ist Clarence House die Londoner Residenz von König Charles III. und seiner Frau, Königin Camilla. Beide sollen planen (Stand: Mai 2023), Clarence House während der Amtszeit von Charles III. als ihren Wohnsitz zu behalten, statt ihn in den Buckingham Palace zu verlagern, der zur Zeit einer mehrjährigen Renovierung unterzogen wird. Ob das Königspaar im Anschluss an die Renovierung in den Buckingham Palace umziehen wird, ist noch offen.

## Weitere Verwendung, Touristisches
Seit 2003 kann das Gebäude jedes Jahr während der Sommerferien (im August) besichtigt werden. Die Reservierung von Karten ist notwendig. Zu besichtigen sind die Wohnräume im Erdgeschoss, in denen sich Teile der Kunstsammlung der Königinmutter befinden. Neben Porzellan und Silberwaren sind hier überwiegend Gemälde britischer Künstler zu sehen, unter anderem Werke von Graham Sutherland, Walter Sickert, Augustus John und Edwin Landseer. Zu den weiteren Werken gehören Bilder von Franz Xaver Winterhalter und Claude Monet.